# Brandi Chastain

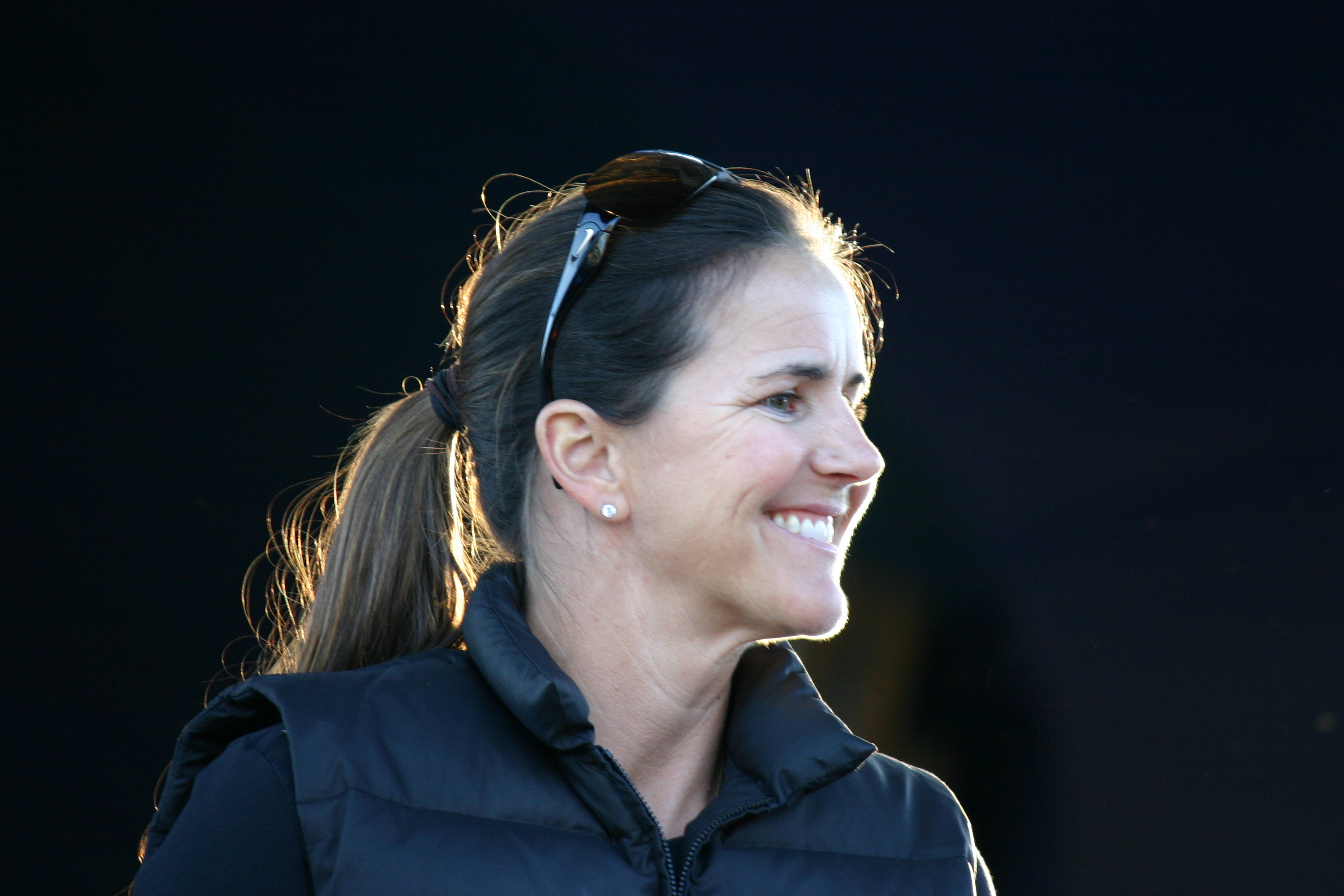
Brandi Chastain (2010)

Brandi Denise Chastain (* 21. Juli 1968 in San José, Kalifornien) ist eine ehemalige US-amerikanische Fußballspielerin.

## Karriere
Chastain gehört zusammen mit Mia Hamm, Joy Fawcett, Julie Foudy und Kristine Lilly zu den fünf US-amerikanischen Spielerinnen, die von der Weltmeisterschaft 1991 bis zu den Olympischen Spielen 2004 an den großen Erfolgen der US-Nationalmannschaft teilhatten (zwei Olympiasiege und zwei Weltmeisterschaftstitel). Im Gegensatz zu den anderen stand sie nicht die ganze Zeit im Kader und war – auch aufgrund von Verletzungen – nicht immer Stammspielerin, so dass sie es „nur“ auf 192 Länderspiele brachte. Sie schoss dabei 30 Tore, wobei ihr als erster US-Spielerin am 18. April 1991 fünf Tore in einem Spiel gelangen.
Chastain, die zunächst als Stürmerin eingesetzt wurde, begann ihre Länderspielkarriere beim 5:2-Sieg am 1. Juni 1988 gegen Japan. 1991 wurde sie mit der Nationalmannschaft Weltmeister. 1993 war sie nicht mehr im Kader, stand aber 1996 bei den Olympischen Spielen in Atlanta – jetzt als Verteidigerin – erneut im Aufgebot und gewann mit ihrer Mannschaft die Goldmedaille. Im Februar 1999 spielte sie aus Anlass der Auslosung der Gruppen der WM 1999 mit der Nationalmannschaft gegen eine FIFA-Weltauswahl. Das Spiel wird nicht als offizielles Länderspiel gezählt. Bei der WM wurde sie erneut mit den USA Weltmeisterin, nachdem sie den entscheidenden Elfmeter im Elfmeterschießen gegen die Volksrepublik China verwandelt hatte. 2001 gehörte sie zu den Gründerinnen und Mitbesitzerinnen der WUSA. Bei den Olympischen Spielen 2004 von Athen konnte sie mit ihrer Mannschaft den Sieg von Atlanta wiederholen.
Nach den Olympischen Spielen veranstaltete die Mannschaft der USA eine Tournee (Fan Celebration Tour) mit 10 Freundschaftsspielen, mit der Hamm, Fawcett und Foudy ihre Karriere beendeten, während Chastain und Lilly weiterspielen wollten. Jedoch erklärte der neue Trainer der US-Nationalmannschaft Greg Ryan, dass er nicht mehr mit Chastain plane, so dass das letzte Spiel der Fan Celebration Tour am 8. Dezember 2004 auch ihr letztes Länderspiel war.

## Der Sport-BH und die Folgen
Chastain dürfte aufgrund des WM-Finales 1999 eine der bekanntesten und am häufigsten abgebildeten Fußballspielerinnen sein. Nachdem sie den fünften und entscheidenden Elfmeter im Finale verwandelt hatte, zog sie ihr Trikot aus und kniete im schwarzen Sport-BH auf dem Spielfeld. Das Foto brachte es zum Titelbild von TIME, Newsweek, People und Sports Illustrated. Dadurch bekam Chastain einen hochdotierten Vertrag mit Nike. Sowohl ihre Webseite als auch ihre Autobiographie tragen den Titel It's Not About the Bra (Es geht nicht um den BH).

## Erfolge mit der Nationalmannschaft
- Goldmedaille bei den Olympischen Spielen in Atlanta 1996
- Silbermedaille bei den Olympischen Spielen in Sydney 2000
- Goldmedaille bei den Olympischen Spielen in Athen 2004
- Weltmeister bei der Weltmeisterschaft in China 1991
- Weltmeister bei der Weltmeisterschaft in den USA 1999
- 3. bei der Weltmeisterschaft in den USA 2003

## Auszeichnungen
- 2013: Wahl in das All-Time Women's National Team Best XI[4]